# Octarrhena
Octarrhena là một chi thực vật có hoa trong họ, Orchidaceae.